# Lernanthropus spiculatus
Lernanthropus spiculatus är en kräftdjursart som beskrevs av C. B. Wilson 1913. Lernanthropus spiculatus ingår i släktet Lernanthropus och familjen Lernanthropidae. Inga underarter finns listade i Catalogue of Life.